# Yegor Titov
Yegor Ilyich Titov - em russo, Егор Ильич Титов (Moscou, 29 de maio de 1976), é um ex-futebolista russo. É atualmente auxiliar-técnico no Yenisey Krasnoyarsk.

## Um quarto de século no Spartak

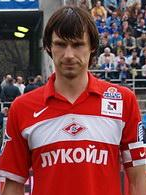
Titov com a camisa do Spartak, clube que defendeu por 25 anos (1983 a 1992 na base e 1992 a 2008 no profissional).

Passou 25 anos de sua vida no Spartak Moscou. Integrara os juvenis do mais popular clube de futebol russo em 1983, aos 7 anos de idade. Ascendeu ao time principal em 1995, após três anos na equipe B. Titov participou da conquista de seis campeonatos russos, vencidos consecutivamente entre 1996 e 2001.
Desde então, a equipe, maior vencedora da Liga Russa, entrou em jejum na competição. Em julho de 2008, acabou sendo dispensado pelo técnico Stanislav Cherchesty - seu ex-colega de Seleção Russa e no próprio Spartak - juntamente com o ucraniano Maksym Kalynychenko, após uma derrota por 1 x 5 no clássico contra o CSKA Moscou. A decisão não foi bem aceita pelos torcedores, que viam em Titov um símbolo do clube.

## Saída pelos fundos
Titov acertou com o Khimki, da região metropolitana de Moscou. Foi o golpe mortal contra Cherchesty, que cairia logo depois, não resistindo à eliminação na fase preliminar da Liga dos Campeões frente ao Dínamo de Kiev, ex-rival do Spartak nos tempos de União Soviética.
Chegando ao Khimki no decorrer das disputas da edição de 2008 da Liga Premier Russa, Titov ajudou o pequeno clube dos arredores da capital a escapar do rebaixamento - o clube terminou uma posição acima do primeiro rebaixado, o Shinnik Yaroslavl, garantindo sua permanência na penúltima rodada.

## Chegada ao Cazaquistão e final de carreira
No início de 2009, acertou sua transferência para o Lokomotiv Astana (atual FC Astana), novo clube do Cazaquistão, juntamente com um colega de Khimki, Andrey Tikhonov. Tal fato chocou a mídia russa. Durante um jogo do Lokomotiv, Titov foi expulso pela primeira vez em sua carreira, encerrada pela primeira vez no ano seguinte, aos 33 anos. Regressou aos gramados em 2012 para defender o Arsenal Tula, treinado por seu ex-companheiro de Spartak e Seleção Russa, Dmitriy Alenichev, e após disputar cinco jogos, aposentou-se oficialmente como jogador.

## Seleção Russa
Estreou pela Rússia em 1998. Participou da Copa do Mundo de 2002, tendo marcado um gol contra a Tunísia, na estreia. Acabaria sendo a única vitória russa no torneio - o selecionado acabaria eliminado na primeira fase após derrotas para o anfitrião Japão e Bélgica. Mesmo assim, Titov despertou o interesse do Atlético de Madri, mas preferiu continuar no clube de coração.
Era nome certo para a Eurocopa 2004, mas recebeu uma suspensão de um ano após ser pego no exame antidoping após jogo contra o País de Gales, nas eliminatórias para a Euro. Em sua defesa, seus companheiros alegaram que a culpa seria de um dos fisioterapeutas do Spartak. A Federação Russa de Futebol afastou Titov de jogos oficiais por 6 meses, e o País de Gales pediu a anulação da partida, mas a UEFA decidiu manter a vaga da Rússia na Eurocopa.
Em 2006, já havia voltado a ser uma das peças-chave da Seleção, mas deixou de ser chamado no ano seguinte após recusar convocação para um jogo das Eliminatórias para a Eurocopa 2008. Titov alegou que desejava passar mais tempo com a esposa, que estaria grávida. Este fato marcou o fim da passagem dele na Seleção.
Após 3 anos fora do futebol, Titov retornou ao Spartak Moscou em 2015, desta vez para ser auxiliar-técnico. na temporada 2015-16. Em junho de 2017, assinou com o Yenisey Krasnoyarsk também para trabalhar como assistente de Alenichev.